# Vesele, Mala Vîska
Vesele (în ucraineană Веселе) este un sat în comuna Paliivka din raionul Mala Vîska, regiunea Kirovohrad, Ucraina.

## Demografie
Componența lingvistică a localității Vesele
     Ucraineană (97,37%)
     Rusă (2,63%)
Conform recensământului din 2001, majoritatea populației localității Vesele era vorbitoare de ucraineană (97,37%), existând în minoritate și vorbitori de rusă (2,63%).